# La próxima piel
La próxima piel (en catalán, su idioma original, La propera pell) es una película del año 2016, dirigida por Isaki Lacuesta e Isa Campo y protagonizada por Àlex Monner, Emma Suárez y Sergi López.

## Reparto
- Àlex Monner como Gabriel/Leo
- Emma Suárez como Ana Nieto
- Sergi López como Enric
- Bruno Todeschino como Michel
- Igor Szpakowski como Joan
- Sílvia Bel como Gloria
- Greta Fernández como Clara
- Rick Baster como extra

## Trama
En un hospicio en Francia, un joven, Leo (Àlex Monner), sube al techo del edificio y amenaza con lanzarse al vacío. Michel (Bruno Todeschin), el psicólogo del lugar, lo convence de bajar si acepta no hacerse una prueba. Mientras tanto, Ana (Emma Suárez) recibe una llamada: han encontrado a su hijo, que se había extraviado en la montaña hace muchos años. Leo revisa en su teléfono móvil varias páginas de internet sobre el lugar y la familia a la que pertenecía. Ana y Enric (Sergi López) llegan al hospicio, son recibidos por Michel quien les explica que Gabriel (el nombre del hijo de Ana), ahora se hace llamar Leo porque cuando lo encontraron, tenía puesta una playera de Lionel Messi y rehusaba ser llamado de otra forma. Michel les dice a Ana y a Enric que Leo, como muchos de los muchachos en el hospicio, sufren de amnesia y que no deberían preocuparse por la falta de recuerdos, éstos llegarán solos.
Ya en su pueblo en los Pirineos, Ana lleva a Leo/Gabriel a su casa, donde ella ha mantenido su cuarto sin cambio alguno desde su desaparición. Leo/Gabriel se siente desorientado y en mitad de la noche sale a hurgar alrededor de la casa y encuentra artículos y fotografías del niño perdido. Leo/Gabriel es llevado a casa de Enric, a conocer al resto de la familia y cruza camino con Joan (Igor Szpakowsky), su primo. Sin reconocer a nadie Leo/Gabriel platica con Joan y éste se expresa sorprendido de que Leo/Gabriel haya vuelto, ya que su padre lo maltrataba, pues no era lógico que de niño sufriera "tantos accidentes". 
Durante su estancia en el pueblo, Leo/Gabriel, a través de conversaciones con los demás e interrogatorios a su madre, videos y otros elementos, va reconstruyendo su pasado. Enric está seguro de que Leo/Gabriel es un impostor. Leo/Gabriel escucha una noche a Enric subir al cuarto de Ana, donde se da cuenta de que ellos son amantes y lo habían sido desde hace mucho. Leo/Gabriel chantajea a Enric: él no dirá nada sobre su relación con Ana si Enric no continúa insinuando que Leo no es Gabriel.
Mientras tanto, Ana considera mudarse de pueblo con Gabriel, para llevarlo al sur de España, donde ella es oriunda, Michel indica que eso sería un cambio muy brusco para Gabriel. Leo/Gabriel le pide a Joan de llevarlo a donde su padre murió en la montaña el día que él se perdió.
Leo/Gabriel enfrenta a su madre sobre su abuso doméstico y ella admite todo y confiesa que no quería que esos recuerdos formasen parte de su nueva vida. Leo/Gabriel va acoplándose más a la vida en el pueblo y traba amistad con Joan, su novia Clara y otros chicos locales. Con ellos habla sobre su vida y sus viajes, pero los traumas de su pasado siguen atormentándolo. Leo no deja que nadie le llame Gabriel.
Enric habla con Michel y le confirma sus sospechas de que Leo no es Gabriel y exige saber el pasado de Leo durante su ausencia, Michel le argumenta que los expedientes de los menores son secretos, inclusive para la familia, pero le cuenta una historia sobre un muchacho que de joven huyó de casa, vivió en la calle y poco a poco empezó a involucrarse en una vida de crimen, pero al final confiesa que esa es su propia historia, no la de Leo. Si hay alguna esperanza para Leo/Gabriel, es con Ana y una vida familiar. Enric expresa que Gabriel nunca hubiera regresado al pueblo, pero no dice por qué. Michel igualmente deduce la reticencia de Enric de reconocer a Gabriel por quien es, porque eso le arrebataría a Ana.
Michel, que corre todos los días con Leo/Gabriel en las mañanas, logra distraerlo para quedarse solo en su cuarto y urga entre las cosas de Leo, dándose cuenta de la investigación que Leo ha estado realizando sobre la vida de Gabriel. 
Ana y Leo/Gabriel parecen haber establecido una muy buena relación y deciden irse del pueblo. En una celebración en el pueblo, Enric está furioso sobre la situación de Ana. Michel confronta a Leo sobre su verdadera identidad y le advierte que no haga daño a Ana. Leo/Gabriel, Clara y Joan se esconden en los cotos de caza que abundan alrededor del pueblo y empiezan a besuquearse. Clara se queda dormida y Joan y Leo/Gabriel continúan en sus flirteos. Joan nota en la espalda de Leo/Gabriel unas quemaduras y le pregunta sobre cómo se las hizo, pero Leo no puede contestarle. Joan insiste en llamar a Leo por Gabriel, lo que provoca que Leo se vaya, pero antes pregunta a Joan por qué insiste en llamarle Gabriel, a lo que él contesta que sólo Gabriel tenía esas quemaduras en la espalda.
Camino a casa, Leo/Gabriel se cruza con Enric, quien lo lleva a punta de rifle hacia la montaña. Enric le da dinero y le ordena que suba a la montaña y cruce la frontera hacia Francia para nunca volver. Leo, asustando, le pide que no lo mate y pregunta por qué no lo quiere reconocer como Gabriel, a lo que Enric contesta que Gabriel nunca hubiera vuelto al pueblo, porque él fue quien empujó a su padre en la montaña y causó su muerte. Leo coge una piedra y golpea a Enric y aparentemente lo mata. Corre con Ana para refugiarse y mientras ella lo abraza, también se ven en su espalda quemaduras en la piel.

## Premios
31.ª edición de los Premios Goya
| Categoría               | Nominados   | Resultado |
| ----------------------- | ----------- | --------- |
| Mejor actriz de reparto | Emma Suárez | Ganadora  |

61.ª edición de los Premios Sant Jordi
| Categoría                         | Nominados       | Resultado |
| --------------------------------- | --------------- | --------- |
| Mejor película española           | La próxima piel | Ganadora  |
| Mejor actriz en película española | Emma Suárez     | Ganadora  |